# Basílica de Santa María Auxiliadora
La Iglesia de Santa María Auxiliadora en Via Tuscolana (italiano: Santa María Auxiliadora, en latín: S. Mariae Auxiliatricis en vía Tusculana) es una parroquia y la iglesia titular, Basílica Menor de Roma.
El título que dice "S. Mariae Auxiliatricis en vía Tusculana" fue establecida por el Papa Pablo VI el 7 de junio de 1967, por la constitución apostólica Ad gubernacula christianae.

## Historia
La iglesia parroquial fue creada el 25 de marzo de 1932 por la Constitución Apostólica "Inter pastoralis" del Papa Pío XI y confiada a los Salesianos de Don Bosco. La iglesia fue diseñada y construida por los arquitectos Nicola Mosso y Vallotti Giulio entre 1931 y 1936.

## Interior
El interior sigue un plan de una mezcla de planta de cruz latina y cruz griega, con tres naves. Las paredes y el techo están decoradas con frescos de inspiración barroca, realizada por Giuseppe Melle entre 1957 y 1965.

## Lista de los cardenales-sacerdotes
- Francesco Carpino: 1967–1978
- Giuseppe Caprio: 1979–1990
- Pio Laghi: 1991–2002
- Tarcisio Bertone: 2003–2008
- Ángel Fernández Artime: 2023-